# Anthurium tsamajainii
Anthurium tsamajainii är en kallaväxtart som beskrevs av Thomas Bernard Croat. Anthurium tsamajainii ingår i släktet Anthurium och familjen kallaväxter. Inga underarter finns listade.